# Nakazawa Sota
Nakazawa Sota (sinh ngày 26 tháng 10 năm 1982) là một cầu thủ bóng đá người Nhật Bản.

## Giải vô địch bóng đá U-20 thế giới
Nakazawa Sota được triệu tập vào đội tuyển U-20 Nhật Bản tham dự Giải vô địch bóng đá U-20 thế giới 2001.